# Isoneuromyia icomi
Isoneuromyia icomi är en tvåvingeart som beskrevs av Lane 1959. Isoneuromyia icomi ingår i släktet Isoneuromyia och familjen platthornsmyggor. Inga underarter finns listade i Catalogue of Life.